# Коре Бремер
Коре Бремер (швед. Kåre Bremer; нар. 17 січня 1948 — шведський ботанік, ректор Стокгольмського університету, учасник міжнародної групи по систематизації рослин APG II. 

## Біографія
Коре Бремер народився 17 січня 1948 року в Лідінге. Його дружина Біргітта Бремер також відомий шведський ботанік. У них двоє дітей: син Оскар (народився у 1981 році) та донька Ханна (народилася в 1983 році).
1 червня 1976 року Бремер отримав ступінь доктора ботаніки. У 1972—1975 та 1976—1980 роках займав посади доцента та ад'юнкт-професора на факультеті ботаніки Стокгольмського університету. У 1980—1989 роках був головним куратором у Шведському музеї природознавства, відділ ботаніки насіннєвих рослин. У 1989—2004 роках — професор систематичної ботаніки Уппсальського університету. З 1 лютого 2004 року — ректор Стокгольмського університету.

## Основні наукові досягнення
Разом із Г.-Е. Ваннторпом Коре Бремер започаткував використання кладистики у ботаніці основоположною статтею «Філогенетична систематика у ботаніці» («Phylogenetic systematics in botany», 1978).
Працював над філогенезом та класифікацією різних груп родини Айстрові: провів значну польову роботу в Південній Африці, опублікував перший кладистичний аналіз родини «Tribal interrelationships of the Asteraceae» (1987) та написав ґрунтовну книгу про цю родину. Вивчав групу дерев палеотропічних дощових лісів (Memecylon, Melastomataceae), провів обширну польову роботу в тропічній Азії та вніс значний внесок у описи родин флори Цейлону. Вивчав взаємовідносини родин квіткових рослин підкласу Астериди, брав участь у створенні нової таксономічної системи квіткових рослин.
Розробив новий метод визначення основи філогенетичних дерев, відома як «Основа Бремера», вперше опублікована у статті «The limits of amino acid sequence data in angiosperm phylogenetic reconstruction» (1988). Також розробив нові методи аналізу історичної біогеографії та датування філогенетичних дерев, проаналізував вік та біогеографію квіткових рослин, зокрема, астерид та однодольних.

## Нагороди та почесні звання
- 1998 — обраний іноземним членом Лондонського Ліннеївського товариства.
- 1998 — отримав Премію Ліннея від Лундського королівського фізіографічного товариства.
- Стаття «Branch support and tree stability» (1994) названа Інститутом наукової інформації Сполученого королівства найбільш цитованою серед статей шведських авторів з сільського господарства, біології та охорони навколишнього середовища у 1995—1999 роках.

### Іменем Бремера названі
Два види квіткових рослин родини Айстрові (Asteraceae):
- Athanasia bremeri Källersjö з Південної Африки
- Pseudoblepharispermum bremeri J.-P.Lebrun & Stork з Ефіопії

## Окремі наукові праці 1990-2003 рр.[4]

### Статті у міжнародних реферованих журналах
- Bremer, K. 1994. Branch support and tree stability. Cladistics 10: 295—304.
- Bremer, K., and Gustafsson, M. H. G. 1997. East Gondwana ancestry of the sunflower alliance of families. Proceedings of the National Academy of Sciences (USA) 94: 9188-9190.
- Angiosperm Phylogeny Group: Bremer, K., Chase, M. W., Stevens, P. F. (coordinators), Anderberg, A. A., Backlund, A., Bremer, B., Briggs, B. G., Endress, P., Fay, M. F., Goldblatt, P., Gustafsson, M. H. G., Hoot, S. B., Judd, W. S., Källersjö, M., Kellogg, E. A., Kron, K. A., Les, D. H., Morton, C. M., Nickrent, D. L., Olmstead, R. G., Price, R. A., Quinn, C. J., Rodman, J. E., Rudall, P. J., Savolainen, V., Soltis, D. E., Soltis, P. S., Sytsma, K. J. and Thulin, M. (contributors) 1998. An ordinal classification for the families of flowering plants. Annals of the Missouri Botanical Garden 85: 531—553.
- Bremer, K. 2000. Early Cretaceous lineages of monocot flowering plants. Proceedings of the National Academy of Sciences (USA) 97: 4707-4711.
- Bremer, K. 2002. Gondwanan evolution of the grass alliance of families (Poales). Evolution 56: 1374—1387.

### Статті та огляди у реферованих збірниках
- Bremer, K. 1993. Intercontinental relationships of African and South American Asteraceae — a cladistic biogeographic analysis. In P. Goldblatt (ed.), Biological relationships between Africa and South America, Yale Univ. Press, New Haven, Connecticut, pp. 104–135.
- Albert, V. A., Backlund, A., and Bremer, K. 1994. DNA characters and cladistics: the optimization of functional history. In R. Scotland, D. Siebert, and D. Williams (eds.), Models in Phylogeny Reconstruction, Systematics Association special volume 52: 249—272, Clarendon Press, Oxford.
- Bremer, K. 1996. Major clades and grades of the Asteraceae. In D. J. N. Hind (ed.), Proceedings of the International Compositae Conference, Kew, 1994, Volume 1, Systematics, pp. 1–7, Royal Botanic Gardens, Kew.
- Bremer, K. 2000. Phylogenetic nomenclature and the new ordinal system of the angiosperms. In B. Nordenstam, G. El-Ghazaly, M. Kassas, and T. C. Laurent (eds.), Plant Systematics for the 21st Century, Portland Press, London.

### Книги
- Bremer, K. 1994. Asteraceae — cladistics and classification. Timber Press, Portland, Oregon. — 23 chapters, 752 pp., 89 line drawings, 24 tables; 7 chapters by or in cooperation with A. A. Anderberg, P. O. Karis, B. Nordenstam, J. Lundberg, and O. Ryding.

### Навчальні посібники
- Bremer, K., Bremer, B. and Thulin, M. 1995, 1996, 1997, 1998, 1999, 2000. Introduction to phylogeny and systematics of flowering plants. Compendium, Uppsala University. Editions 1-6.
- Bremer, K., Bremer, B. and Thulin, M. 2003. Introduction to phylogeny and systematics of flowering plants. Symbolae Botanicae Upsalienses.

## Публікації в 2002—2007 роках[2]
- Bremer, K. 2002. Gondwanan evolution of the grass alliance of families (Poales). Evolution 56: 1374-1387.
- Bremer, B., Bremer, K., Heidari, N., Erixon, P., Anderberg, A. A., Olmstead, R. G., Källersjö, M., and Barkhordarian, E. 2002. Phylogenetics of asterids based on 3 coding and 3 non-coding chloroplast DNA markers and the utility of non-coding DNA at higher taxonomic levels. Molecular phylogenetics and evolution 24: 274-301.
- Britton, T., Oxelman, B., Vinnersten, A., and Bremer, K. 2002. Phylogenetic dating with confidence intervals using mean path-lengths. Molecular phylogenetics and evolution 24: 58-65.
- Angiosperm Phylogeny Group II: Bremer, B., Bremer, K., Chase, M. W., Reveal, J. L., Soltis, D. E., Soltis, P. S., Stevens, P. F. (coordinators in alphabetical order), Anderberg, A. A., Fay, M. F., Goldblatt, P., Judd, W. S., Källersjö, M., Kårehed, J., Lundberg, J., Nickrent, D. L., Olmstead, R. G., Oxelman, B., Rudall, P. J., Savolainen, V., Sytsma, K. J., van der Bank, M., Wurdack, K., Xiang J., Zmarzty, S. (contributors in alphabetical order). 2003. An update of the Angiosperm Phylogeny Group classification for the orders and families of flowering plants: APG II. Botanical Journal of the Linnean Society 141: 399-436.
- Bremer, K., Bremer, B., and Thulin, M. 2003. Introduction to phylogeny and classification of flowering plants. Symbolae Botanicae Upsalienses 33(2): 1-102.
- Lundberg, J., and Bremer, K. 2003. A phylogenetic study of the order Asterales using one large morphological and three molecular data sets. International Journal of Plant Sciences 164: 553-578.
- Bremer, K., Friis, E. M., and Bremer, B. 2004. Molecular phylogenetic dating of asterid flowering plants shows Early Cretaceous diversification. Systematic Biology 53: 496-505.
- Janßen, T., and Bremer, K. 2004. The age of major monocot groups inferred from 800+ /rbc/L sequences. Botanical Journal of the Linnean Society 146: 385-398.
- Sanderson, M. J., Thorne, J., Wikström, N., and Bremer, K. 2004. Molecular evidence on plant divergence times. American Journal of Botany 91: 1656-1665.
- Anderson, C. L., Bremer, K., and Friis, E. M. 2005. Dating phylogenetically basal eudicots using /rbc/L sequences and multiple reference points. American Journal of Botany 92: 1737-1748.
- Bremer, K., and Janßen, T. 2006. Gondwanan origin of major monocot groups inferred from dispersal-vicariance analysis. Aliso 22: 22-27.
- Britton, T., Anderson, C. L., Jacquet, D., Lundqvist, S. and Bremer, K. 2007. Estimating divergence times in large phylogenetic trees. Systematic Biology 56:741-752.